# Komet Wolf-Harrington
Komet Wolf-Harrington  (uradna oznaka je 43P/Wolf-Harrington) je periodični komet z obhodno dobo približno 6,1 let. Pripada Jupitrovi družini kometov.

## Odkritje
Komet je odkril 22. decembra 1924 astronom Max Franz Joseph Cornelius Wolf v Heidelbergu v Nemčiji. 

## Lastnosti
Premer jedra kometa je 3,6 km .